# Madzjari
Madzjari (bulgariska: Маджари) är ett distrikt i Bulgarien.   Det ligger i kommunen Obsjtina Stambolovo och regionen Chaskovo, i den södra delen av landet, 230 km sydost om huvudstaden Sofia.
Trakten runt Madzjari består till största delen av jordbruksmark. Runt Madzjari är det glesbefolkat, med 19 invånare per kvadratkilometer.